# Pascal Plancque
Pour les articles homonymes, voir Plancque.
Pascal Plancque, né le 20 août 1963 à Cherbourg, est un footballeur français devenu entraîneur. 
Il est le frère de Stéphane Plancque, ancien joueur du LOSC. En janvier 2025 il est nommé directeur technique du SM Caen.

## Biographie

### Carrière de joueur
Pascal Plancque joue d'abord à l'Iris Club Lambersart (Nord) de 1969 à 1979. En juin 1979 il est finaliste de la Coupe nationale des cadets avec la Ligue du Nord, aux côtés de Ludovic Batelli et Thierry Froger. Il est appelé en équipe de France cadets en juillet 1979 et rejoint le LOSC le même été. Il commence sa carrière professionnelle en 1980 à Lille, en Division 1. En 1983 il est demi-finaliste de la Coupe de France avec le LOSC. 
En 1987, il rejoint Auxerre, puis Laval en 1988, où il connaît la descente en 2e division et se voit placé sur la liste des transferts en fin de saison. Faute de propositions il reste au club jusqu'à la fin de son contrat. En 1990, à 27 ans, il rejoint le club amateur de Pau en 3e division où il reste quatre saisons et où il met un terme à sa carrière. 
Au total, il dispute 136 matches en Division 1, et onze en Division 2, auquel s'ajoute un match en Coupe de l'UEFA avec Auxerre, au cours duquel il se blesse.
Opérant comme milieu de terrain, il inscrit néanmoins treize buts en matches officiels, dont dix en Division 1. 
Il est international cadet, junior et espoir. 

### Carrière d'entraîneur
Après sa carrière de joueur il se reconvertit en entraîneur, d'abord à l'Arin luzien (Saint-Jean-de-Luz, Pyrénées-Atlantiques), club de division d'honneur, de 1994 à 1997, puis au Pau FC en 1998, et à Auxerre, avec les jeunes de moins de 17 ans, de 2000 à 2002. En mars 2002, après deux sessions de stage et une semaine d'examens, il est admis au certificat de formateur de football (CFF), qui permet d'encadrer un centre de formation professionnel. Il rejoint ensuite Lille, d'abord comme entraîneur de l'équipe B, puis à partir de 2007 comme entraîneur adjoint auprès de Claude Puel, puis de Rudi Garcia. Après avoir obtenu son DEPF en 2010, il rejoint Boulogne-sur-Mer où il devient adjoint de Michel Estevan.
Le 8 octobre 2011 il devient l’entraîneur de l'USBCO et prend ses fonctions le lundi 10 octobre 2011. Le club descend en National à l'issue de la saison et l'entraîneur est limogé le 7 juin 2012. Il est nommé directeur du centre de formation du RC Lens, le 25 juillet 2012. Il reste en fonction jusque fin juin 2015 date à laquelle se termine son contrat. Le club de l'Artois a ainsi décidé de ne pas prolonger.
Le 30 juin 2016, il devient adjoint de Claude Puel dans le club anglais de Southampton FC, puis en octobre 2017, toujours adjoint de celui-ci dans le club de Leicester City qu'il quitte en août 2018. 
Le 14 janvier 2019, il devient entraîneur du Chamois niortais FC (Ligue 2), en remplacement de Patrice Lair démissionnaire. Il est licencié presque un an plus tard après une élimination en Coupe de France contre les amateurs de la Saint-Pierroise et une dix-huitième place en championnat.
En février 2021, alors adjoint de Jérôme Arpinon, entraîneur du Nîmes Olympique, il prend sa succession sur le banc des crocodiles nîmois. Le 4 janvier 2022, le club nîmois se sépare de lui.

## Carrière
| Saison      | Club            | Pays   | Championnat |        |      | Europe | Europe | Europe |
| Saison      | Club            | Pays   | Division    | Matchs | Buts | Coupe  | Matchs | Buts   |
| ----------- | --------------- | ------ | ----------- | ------ | ---- | ------ | ------ | ------ |
| 1980 - 1981 | Lille OSC       | France | Ligue 1     | 1      | 0    | /      | -      | -      |
| 1981 - 1982 | Lille OSC       | France | Ligue 1     | 4      | 0    | /      | -      | -      |
| 1982 - 1983 | Lille OSC       | France | Ligue 1     | 8      | 1    | /      | -      | -      |
| 1983 - 1984 | Lille OSC       | France | Ligue 1     | 14     | 1    | /      | -      | -      |
| 1984 - 1985 | Lille OSC       | France | Ligue 1     | 31     | 3    | /      | -      | -      |
| 1985 - 1986 | Lille OSC       | France | Ligue 1     | 29     | 3    | /      | -      | -      |
| 1986 - 1987 | Lille OSC       | France | Ligue 1     | 21     | 2    | /      | -      | -      |
| 1987 - 1988 | AJ Auxerre      | France | Ligue 1     | 13     | 0    | /      | 1      | 0      |
| 1988 - 1989 | Stade lavallois | France | Ligue 1     | 15     | 0    | /      | -      | -      |
| 1989 - 1990 | Stade lavallois | France | Ligue 2     | 11     | 2    | /      | -      | -      |

## Palmarès
- Vainqueur de la Coupe des Alpes en 1987